# Шимськ
Шимськ (рос. Шимск) — робітниче селище в Новгородській області, адміністративний центр Шимського муніципального району і сільського поселення Шимськ.

## Географія
Розташований на заході області, на річці Шелонь за 10 кілометрів від місця її впадіння в озеро Ільмень. Знаходиться за 48 кілометрах на північний захід від обласного центру Великого Новгороду.

## Історія
Заснований в 1878 році, як станція нині не існуючої залізниці Новгород - Стара Русса, знищеної під час Великої Вітчизняної війни.
Названий по сусідньому селі Старий Шимськ (с. Шимсько, було стійким населеним пунктом приблизно з X-XII століть, перший докладний опис села відноситься до 1501 року, іноді датують виникнення села і 1420 роком). Адміністративно входив до складу Новгородського повіту.
З 1981 року селище міського типу.